# Вольфскель, Карл
Карл Йозеф Вольфскель (нем. Karl Joseph Wolfskehl; 17 сентября 1869, Дармштадт — 30 июня 1948, Бейсуотер, Окленд, Новая Зеландия) — немецкий писатель, поэт, драматург и переводчик еврейского происхождения.

## Биография
Карл Вольфскель родился в старинной бюргерской семье, корни которой прослеживались со времён правления императора Оттона II. Его отец Отто Вольфскель (1841—1907) был известным адвокатом, банкиром и депутатом гессенского ландтага. 
Карл Вольфскель изучал германистику, историю религии и археологию в Гиссенском, Лейпцигском и Берлинском университетах. В 1898 году Вольфскель вступил в брак с Анной де Хаан, дочерью дирижёра дармштадтского камерного оркестра. Получив высшее образование, писатель проживал преимущественно в Мюнхене и Флоренции. В Мюнхене он сблизился с поэтическим кружком, сформировавшемся вокруг Стефана Георге. Вместе с Георге Вольфскель издавал в 1892—1919 годах журнал «Листки искусства», в 1901—1903 годах — собрание «Немецкая поэзия». Поэты группы С. Георге постоянно собирались в доме Вольфскеля в мюнхенском Швабинге. Здесь же был основан кружок «Космикер» (Kosmiker), в который помимо хозяина дома вошли Людвиг Клагес, Фриц фон Германовски-Орландо, Альфред Шулер, графиня Франциска цу Ревентлов. Всю свою жизнь Вольфскель сохранял верность своему другу и учителю в писательском творчестве Георге, которого называл мастером.

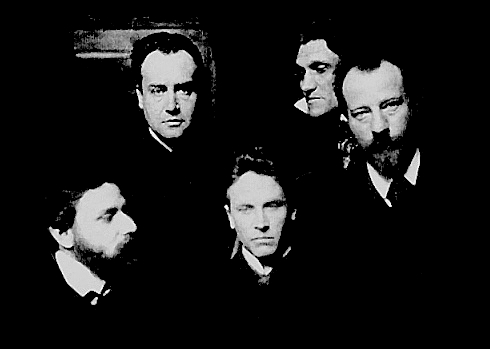
Карл Вольфскель (первый слева), Стефан Георге (четвёртый слева)

Карл Вольфскель был убеждённым сионистом и в то же время страстным патриотом Германии. Поэт писал о себе: «Моё еврейство и моё германство, даже моё гессенство — это не биологический антагонизм, это потоки взаимно обогащающей себя жизни». В одном из своих стихотворений он пишет:
Zu mir traten ihre Besten,
Zu mir, den die Flamme heißt -
Ob in Osten, ob in Westen:
Wo ich bin ist Deutscher Geist!
(Со мною — самые лучшие, ко мне, чьё имя — Пламя, — и на востоке, и на западе, там где я — там Дух Германии!).
Для Вольфскеля, ассимилированного еврея, воспитанного в немецкой культурной традиции, приход национал-социалистов к власти в Германии повлёк крах всего мировоззрения. В первый же день правления нового режима и не дожидаясь «последствий», Вольфкель эмигрирует из страны — сперва в Швейцарию, затем в Италию (1934), а затем — в Новую Зеландию (1938), на остров, находившийся, по его предположению, на наибольшем удалении на земной поверхности от Германии. Тем не менее, он все последующие годы поддерживает тесный письменный контакт с оставшимися в Германии друзьями (через Швейцарию). Даже частично ослепнув, поэт продолжает эту переписку, диктуя письма. Наиболее плодотворными для Вольфскеля стали последние три года его жизни. Наиболее известным из его переводов являлся роман Шарля де Костера «Тиль Уленшпигель». Переводил Вольфскель с французского, английского, нидерландского, итальянского, латинского, древнееврейского (средневековую еврейскую поэзию) и средневерхненемецкого языков.

## Сочинения (избранное)
- Улайс (Ulais) (1897)
- Собрание стихотворений (Gesammelte Dichtungen) (1903)
- Карнавал (Maskenzug) (1904)
- Саул (Saul) (1905)
- Вольфдитрих и грубая Эльс (Wolfdietrich und die rauhe Els) (1907)
- Молот Тора (Thors Hammer) (1908)
- Святой (Sanctus) (1909)
- Орфей (Orpheus) (1909)
- Мистерии (Mysterien) (1909)
- Лирика архипоэта — императору Фридриху Барабароссе и его канцлеру: по изданию Якоба Гримма (Gedichte des Archipoeta an Kaiser Friedrich Barbarossa und seinen Kanzler: nach Jakob Grimms Ausgabe) (1921)
- Книга вина (Das Buch vom Wein) (1927, совместно с Куртом Зигмаром Гуткиндом)
- Окружение (Der Umkreis) (1927)
- Картина и закон. Общие взаимосвязи (Bild und Gesetz. Gesammelte Abhandlungen), (1930)
- Книги, книги, книги, книги. Элементы искусства книголюбия (Bücher Bücher Bücher Bücher. Elemente der Bücherliebeskunst), (1931)
- Вечный исход (Ewiger Auszug) (1934)
- Голос говорит (Die Stimme spricht) (1934/1936)
- Немцам (An die Deutschen) (1947)
- Иов, или четыре зеркала (Hiob oder Die vier Spiegel (1950, посмертно)
- Песнь изгнания (Sang aus dem Exil) (1950, посмертно)
- Путь (Weg) (1950)